# Teleiopsis
Teleiopsis là một chi bướm đêm thuộc họ Gelechiidae.

## Các loài
Các loài sau đây được tìm thấy ở châu Âu:
- Teleiopsis albifemorella (E. Hofmann, 1867)
- Teleiopsis bagriotella (Duponchel, 1840)
- Teleiopsis diffinis (Haworth, 1828)
- Teleiopsis latisacculus Pitkin, 1988
- Teleiopsis lunariella (Walsingham, 1908)
- Teleiopsis rosalbella (Fologne, 1862)
- Teleiopsis terebinthinella (Herrich-Schäffer, 1856)

Có một loài ở Bắc Mỹ:
- Teleiopsis baldiana (Barnes & Busck, 1920)

## Hình ảnh

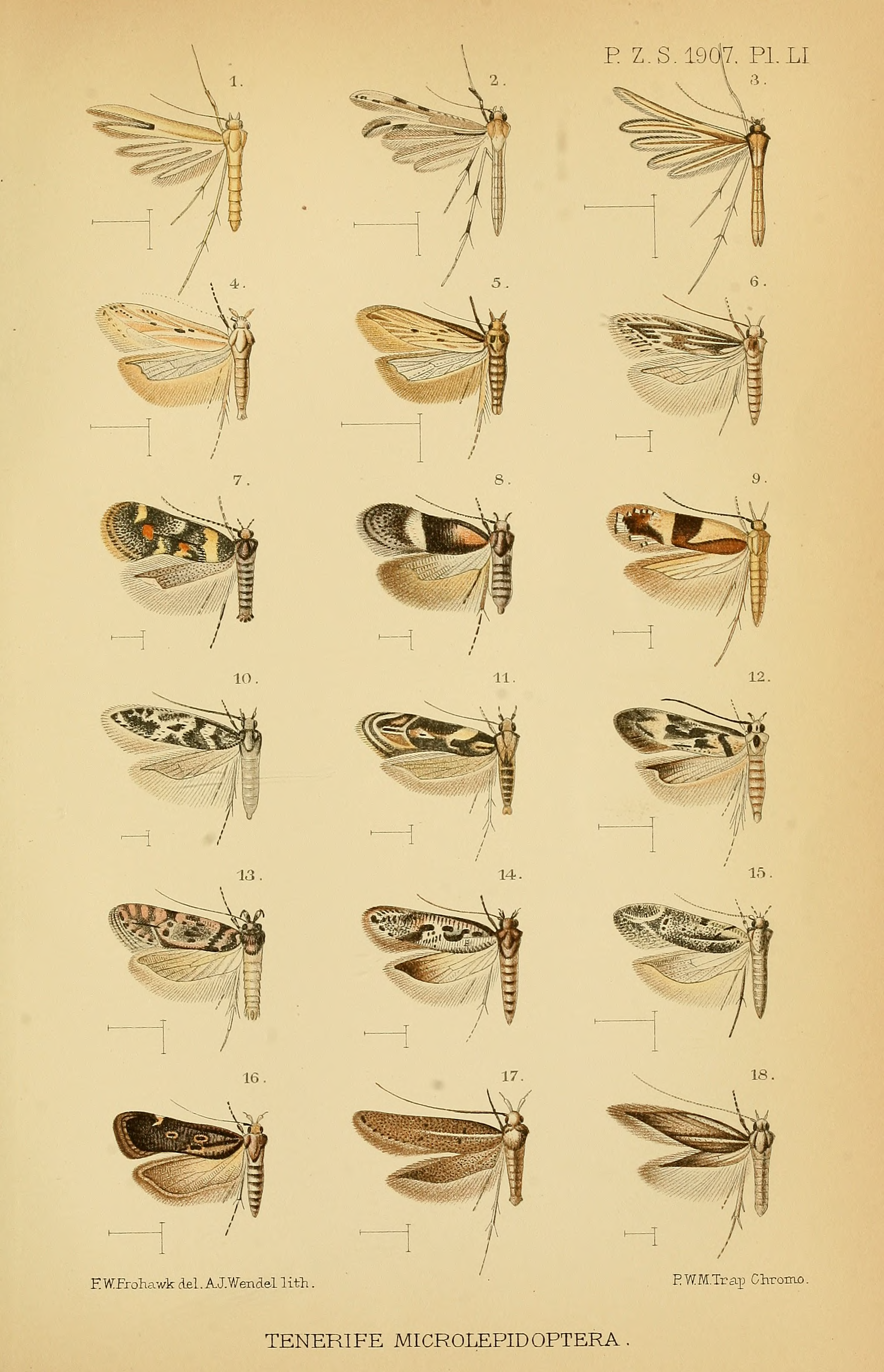